# Gran Premio di Bari 1950
Il Gran Premio di Bari 1950 è stata una gara extra-campionato di Formula 1 tenutasi il 9 luglio 1950 a Bari, in Puglia.
La gara, disputatasi su un totale di 60 giri, è stata vinta da Giuseppe Farina su
Alfa Romeo 158.

## Gara

### Risultati
| Pos | Nr | Pilota                         | Vettura           | Giri | Tempo/Ritiro       |
| --- | -- | ------------------------------ | ----------------- | ---- | ------------------ |
| 1   | 16 | Giuseppe Farina                | Alfa Romeo 158    | 60   | 2h34:29.6          |
| 2   | 2  | Juan Manuel Fangio             | Alfa Romeo 158    | 60   | + 46.4             |
| 3   | 20 | Stirling Moss                  | HWM-Alta          | 58   | + 2 giri           |
| 4   | 18 | Pierre Levegh                  | Talbot-Lago T26C  | 58   | + 2 giri           |
| 5   | 24 | Franco Cortese                 | Ferrari 166S      | 58   | + 2 giri           |
| 6   | 4  | Clemente Biondetti             | Maserati 4CLT50   | 55   | + 5 giri           |
| 7   | 38 | Dorino Serafini                | Ferrari 125       | 55   | + 5 giri           |
| 8   | 14 | Johnny Claes                   | Talbot-Lago T26C  | 45   | + 15 giri          |
| 9   | 46 | Arnulfo Bilancia               | Maserati 4CL      | 43   | +17 giri           |
| Rit | 30 | Luigi Villoresi Alberto Ascari | Ferrari 166F2     | 39   | Asse posteriore    |
| Rit | 6  | Georges Grignard               | Talbot-Lago T26C  | ?    | Guasto tecnico     |
| Rit | 28 | Rudolf Fischer                 | HWM-Alta          | ?    | Carburatore        |
| Rit | 12 | Alberto Ascari                 | Ferrari 166F2     | ?    | Asse posteriore    |
| Rit | 10 | John Heath Lance Macklin       | HWM-Alta          | ?    | Differenziale      |
| Rit | 26 | Prince Bira                    | Maserati 4CLT/48  | ?    | Guasto tecnico     |
| NA  | 8  | Chico Landi                    | Ferrari           |      |                    |
| NA  | 22 | Felice Bonetto                 | Maserati-Speluzzi |      |                    |
| NA  | 32 | Louis Rosier                   | Talbot-Lago T26C  |      | Auto non riparata  |
| NA  | 34 | Louis Chiron                   | Maserati 4CLT/48  |      | Auto non riparata  |
| NA  | 36 | Franco Rol                     | Maserati 4CLT/48  |      | Auto non riparata  |
| NA  | 40 | Philippe Étancelin             | Talbot-Lago T26C  |      | Pilota infortunato |
| NA  | 42 | Leslie Brooke                  | Maserati          |      |                    |
| NA  | 44 | Piero Carini                   | Maserati          |      |                    |